# Provinciale weg 350
De provinciale weg 350 (N350) is een provinciale weg in de provincie Overijssel van de A1 bij Holten via Rijssen naar de A35/N35 ter hoogte van Wierden.
De weg is uitgevoerd als tweestrooks-gebiedsontsluitingsweg waar buiten de bebouwde kom een maximumsnelheid van 80 kilometer van kracht is.

## Geschiedenis
Oorspronkelijk was de huidige N350 een Rijksweg, in beheer van Rijkswaterstaat. In het Rijkswegenplan van 1932 was de weg nog genummerd als Rijksweg 44a, een zijtak van Rijksweg 44 (Deventer - Holten - Hengelo - Duitsland), die een verbinding vormde naar Rijksweg 35 bij Wierden.
Toen in het Rijkswegenplan van 1968 gebruik van het nummer 44 werd voorzien voor de A44, werd de weg Holten - Wierden omgenummerd tot Rijksweg 843, het gedeelte tussen Holten en de A1 die tegenwoordig onderdeel uitmaakt van de N350 werd omgenummerd tot Rijksweg 844. Voor de bewegwijzering werd echter vanaf de jaren 80 gebruikgemaakt van het nummer N344. In 1993 voorzag de Wet herverdeling wegenbeheer dat Rijksweg 843 zou worden overgedragen aan de provincie Overijssel. Deze nummerde het oostelijke gedeelte van de N344 in de provincie om tot N350.
N23 · N34 · N224 · N225 · N229 · N233 · N271 · N301 · N302 · N303 · N304 · N305 · N306 · N307 · N308 · N309 · N310 · N311 · N312 · N313 · N314 · N315 · N316 · N317 · N318 · N319 · N320 · N322 · N323 · N324 · N325/A325 · N326/A326 · N327 · N329 · N330 · N331 · N332 · N333 · N334 · N335 · N336 · N337 · N338 · N339 · N340 · N341 · N342 · N343 · N344 · N345 · N346 · N347 · N348/A348 · N349 · N350 · N351 · N352 · N375 · N377

N418 · N701 · N702 · N703 · N704 · N705 · N706 · N707 · N708 · N709 · N710 · N711 · N712 · N713 · N714 · N715 · N716 · N717 · N718 · N719 · N720 · N727 · N731 · N732 · N733 · N734 · N735 · N736 · N737 · N738 · N739 · N740 · N741 · N742 · N743 · N744 · N745 · N746 · N747 · N748 · N749 · N750 · N751 · N752 · N753 · N754 · N755 · N756 · N757 · N758 · N759 · N760 · N761 · N762 · N763 · N764 · N765 · N766 · N768 · N781 · N782 · N783 · N784 · N785 · N786 · N787 · N788 · N789 · N790 · N791 · N792 · N793 · N794 · N795 · N796 · N797 · N798 · N800 · N801 · N802 · N803 · N804 · N805 · N806 · N810 · N811 · N812 · N813 · N814 · N815 · N816 · N817 · N818 · N819 · N820 · N821 · N822 · N823 · N824 · N825 · N826 · N827 · N830 · N831 · N832 · N833 · N834 · N835 · N836 · N837 · N838 · N839 · N840 · N841 · N842 · N843 · N844 · N845 · N846 · N847 · N848 · N852 · N855

Cursief vermelde wegen zijn voormalige provinciale wegen.